# Адениум
Адениум (лат. Adenium) — род кустарниковых или древесных суккулентов семейства Кутровые (Apocynaceae), происходящих из тропических районов Африки, где встречается от Сенегала до Судана и Кении, и Аравийского полуострова.
Во многих языках дословный перевод названия растение означает «роза пустыни».

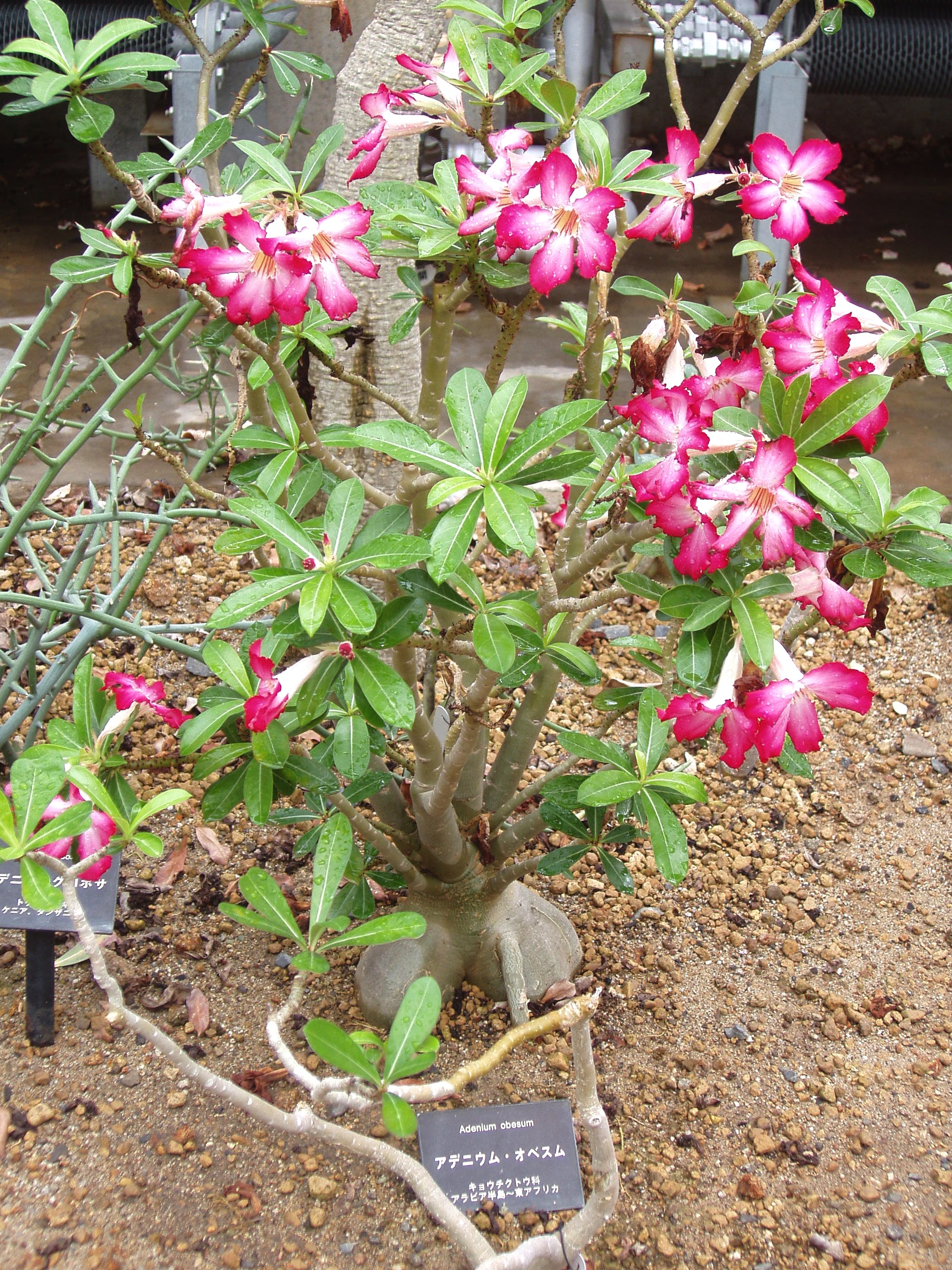
в ботаническом саду Киото, Япония.

## Описание
Стебель адениума сильноветвистый. На нём располагаются небольшие ланцетные листья с заострённым или туповатым краем. Есть пестролистные формы: жёлто-белые, красно-чёрные листья.
Большую декоративность имеют ярко-алые цветки адениума, благодаря которым растение заслужило свою популярность. Зев цветка, как правило, более светлый. Цветы бывают розовые, жёлтые, белые, красно-чёрные. Простые и махровые.
При срезке адениум выделяет ядовитый сок, поэтому после пересадки или размножения растения рекомендуется тщательно помыть руки с мылом.

## Виды
Подтвержденные виды по данным сайта Plants of the World Online на 2023 год:
- Adenium boehmianum Schinz — Адениум боемианум
- Adenium dhofarense Rzepecky
- Adenium multiflorum Klotzsch — Адениум многоцветковый
- Adenium obesum (Forssk.) Roem. & Schult. typus[1] — Адениум тучный, или Адениум толстый
  - [syn.  Adenium somalense — Адениум сомалийский]
- Adenium oleifolium Stapf — Адениум олиефолиум
- Adenium swazicum Stapf

## Уход
| Температура       | Умеренная. Летом от+20 до +35, зимой не ниже +12.                             |
| Освещение         | Как можно более яркое, без притенения от прямых солнечных лучей.              |
| Полив             | Обильный в период активного роста, не допускать застоя воды. Зимой умеренный. |
| Влажность воздуха | Рекомендуется опрыскивание.                                                   |
| Пересадка         | Молодое растение пересаживают ежегодно, взрослые 1 раз в 5—6 лет.             |
| Размножение       | Стеблевыми черенками и семенами.                                              |